# 美合村 (愛知県)
美合村（みあいむら）は、かつて愛知県額田郡にあった村である。
現在の岡崎市の中南部に該当し、乙川左岸の村であった。

## 沿革
- 江戸時代末期、この地域は岡崎藩領、吉田藩領、寺社領、旗本領などであった。
- 1889年（明治22年）10月1日 - 町村制施行に伴い、和合村、岡村、保母村が合併し、美合村となる。
- 1928年（昭和3年）9月1日 - 岡崎市に編入し、大字和合が美合町、大字岡村が岡町、大字保母が保母町となる。

## 学校
- 美合尋常小学校（現・岡崎市立美合小学校）

## 交通機関
- 愛知電気鉄道豊橋線[1]
  - 美合駅

## 神社・寺院
- 本宗寺 （妙春尼[2]、石川数正の墓所）
- 船山神社

## 史跡
- 小豆坂古戦場